# Exfiltrés
Pour plus de détails, voir Fiche technique et Distribution.
Exfiltrés est un film franco-turc réalisé par Emmanuel Hamon, sorti en 2019.

## Synopsis
Faustine est une assistante sociale récemment convertie à l'Islam. En 2015, elle part en Turquie à l'appel de l'État islamique, avec son fils Noah, âgé de seulement cinq ans. Elle doit travailler dans une maternité. Mais peu à peu, elle se rend compte que tout n'est pas comme elle l'espérait. Alors qu'elle se trouve à Raqqa en Syrie, elle appelle à l'aide son mari Sylvain, infirmier à Paris. Deux activistes – le Français Gabriel et le Syrien Adnan – sont touchés par la détresse de Sylvain, démuni. Ils vont ainsi tenter de monter une opération très risquée pour les exfiltrer.

## Fiche technique
- Titre original : Exfiltrés
- Titre anglophone international : Escape from Raqqa
- Réalisation : Emmanuel Hamon
- Scénario : Benjamin Dupas et Emmanuel Hamon
- Directeur de la photographie : Thomas Bataille
- Son :
- Montage : Yorgos Lamprinos
- Décors : Pascale Consigny
- Costumes : Nabil Khoury
- Musique : Armand Amar
- Producteurs : Frédéric Brillion et Gilles Legrand
- Sociétés de production : Épithète Films et The Imaginarium
- SOFICA : Cinécap 2, Cofinova 15, LBPI 12, Manon 9
- Distribution : 20th Century Fox France
- Pays d'origine : France, Turquie
- Langue originale : français
- Format : Couleurs - 1,85:1 - Dolby Digital
- Genre : drame, thriller
- Durée : 102 minutes
- Date de sortie :
  -  France : 6 mars 2019

## Distribution
- Swann Arlaud : Sylvain
- Charles Berling : Patrice
- Finnegan Oldfield : Gabriel
- Jisca Kalvanda : Faustine
- Kassem Al Khoja : Adnan
- Aurélia Petit : Marianne

## Production
Le projet est annoncé en mars 2018. Le tournage a lieu d'avril à juin 2018 et se déroule à Paris et en Jordanie.

## Accueil critique
Le Parisien considère qu'il s'agit d'« un film d’actualité palpitant, avec des acteurs formidables ». Pour Télérama, « le film fait frémir et sonne juste ». Enfin, pour Première, « Exfiltrés est un joli film de résilience collective, une histoire incroyablement vraie. »
Les critiques sont plutôt positives. Le film reçoit une note moyenne de 3,3 sur AlloCiné[pertinence contestée].